# Steven G. Spruill
Steven Gregory Spruill (geboren am 20. April 1946 in Battle Creek, Michigan) ist ein amerikanischer Schriftsteller und Psychologe. Bekannt ist er vor allem als Autor von Science-Fiction- und Horror-Romanen, in denen oft psychologische Aspekte eine Rolle spielen.

## Leben
Spruill studierte zunächst Biologie an der Andrews University in Berrien Springs, wo er 1968 den Bachelor machte. 1969 heiratete er Nancy Lyon und arbeitete von 1969 bis 1973 als Biotechniker in den Hazleton Laboratories in Falls Church, Virginia. Er studierte danach Psychologie an der Catholic University of America in Washington, D.C., wo er 1979 mit einem Master abschloss und 1981 in Klinischer Psychologie promovierte. Von 1979 bis 1980 arbeitete er am Mt. Vernon Community Health Center in Alexandria, Virginia. Seit 1981 ist er freier Schriftsteller.
1977 erschien sein erster Roman, die Space Opera Keepers of the Gate, gefolgt 1978 von The Psychopath Plague, in dem der an Elijah Baley aus Isaac Asimovs Roboter-Romanen erinnernder Detektiv zusammen mit dem mit übermenschlichen Kräften ausgestatteten Sidekick Pendrake das Rätsel einer gewalttätigen Wahnsinn verursachenden Seuche löst. Es erschienen mit The Imperator Plot (1983), in dem es um einen Anschlag auf den Kaiser der Erde und ihrer Kolonien im Weltall geht, und The Paradox Planet (1988), in dem Kane sich mit einer Rebellion auf einem Planeten mit hoher Schwerkraft auseinandersetzen muss, zwei weitere Romane mit dem Protagonisten Kane, eine offenbar angelegte Fortsetzung fand aber nicht statt. 
Spruills Science-Fiction gewann durch die überzeugende Darstellung der Psychologie fremdartiger Lebensformen Anerkennung, zum Beispiel bei Arthur O. Lewis. Seine Erzählung The Janus Equation (1980) erschien als Die Janus-Gleichung auch in deutscher Übersetzung.
Dennoch scheint Spruill sich inzwischen anderen Genres zugewandt zu haben. Seine Darkness-Trilogie zählt zum Horror, außerdem hat er inzwischen mehrere Thriller mit medizinischem bzw. psychologischem Hintergrund geschrieben, namentlich Painkiller (1990), deutsch als Schmerzkiller erschienen. 
Der 2009 erschienene Roman Ice Men ist ein historischer Roman aus der Zeit des Koreakrieges. 
2005 veröffentlichte er unter seinem Pseudonym Steven Harriman Absorbing SpongeBob, einen psychologischen Ratgeber, in dem er das sonnige Gemüt der Zeichentrickfigur SpongeBob Schwammkopf als vorbildlich darstellte.

## Bibliografie
Elias Kane (Romanserie)
- 1 The Psychopath Plague (1978)
- 2 The Imperator Plot (1983)
- 3 The Paradox Planet (1988)

Darkness (Romantrilogie)
- 1 Rulers of Darkness (1995)
  - Deutsch: Sohn der Nacht : Psycho-Thriller. Übersetzt von Bernhard Willms. Bastei-Lübbe-Taschenbuch #13758, 1996, ISBN 3-404-13758-2.
- 2 Daughter of Darkness (1996)
- 3 Lords of Light (1999)

Romane
- Keepers of the Gate (1977, überarbeitete Fassung 1978)
- Hellstone (1981)
- The Genesis Shield (1985)
- Painkiller : A Novel of Medical Terror (1990)
  - Deutsch: Schmerzkiller. Übersetzt von Michael Kubiak. Bastei-Lübbe-Taschenbuch #13366, 1992, ISBN 3-404-13366-8.
- Before I Wake (1993)
- My Soul to Take (1994)
- Nightkill (1997, mit F. Paul Wilson, als Steve Lyon)
- Sleeper (2003, als Steven Harriman)
- The Gift Moves (2004, als Steve Lyon)
- Ice Men: A Novel of the Korean War (2009)

Deutsche Übersetzungen
- Seelenräuber : Medical-Thriller. Übersetzt von Cécile G. Lecaux. Bastei-Lübbe-Taschenbuch #13623, 1995, ISBN 3-404-13623-3.
- Psychokill : Thriller. Übersetzt von Cécile G. Lecaux. Bastei-Lübbe-Taschenbuch #13481, 1993, ISBN 3-404-13481-8.

Kurzgeschichten
- Prime Culture (1979)
- The Janus Equation (1980)
  - Deutsch: Die Janus-Gleichung. Bastei Lübbe Science Fiction Abenteuer #23009, 1982, ISBN 3-404-23009-4.
- Silver (1989)
- YSEX (1991)
- Battle Creek, MI (1992)
- Humane Society (1996)
- Sinister (1996)
- Erotorium (1998)
- Hemophage (Darkness) (1999)
- for life is not a coma (2004)

Sachliteratur
- Absorbing SpongeBob : ten ways to squeeze more happiness out of life (2005, als Steven Harriman)